# Leszek Meissner
Leszek Meissner (ur. 1953) – polski fizyk, profesor nauk fizycznych; specjalizuje się w fizyce teoretycznej oraz teorii układów wieloelektronowych; profesor zwyczajny Instytutu Fizyki Wydziału Fizyki, Astronomii i Informatyki Stosowanej Uniwersytetu Mikołaja Kopernika.

## Życiorys
Studia z fizyki ukończył na toruńskim UMK w 1982. Doktoryzował się na macierzystej uczelni w 1987 broniąc pracy pt. Ekstensywne metody opisu efektów korelacji elektronowej dla stanów quasi-zwyrodniałych przygotowaną pod kierunkiem Karola Jankowskiego. W Instytucie Fizyki UMK zatrudniony został siedem lat później, w 1994. Habilitował się w 1999 na podstawie oceny dorobku naukowego i publikacji pt. Hamiltoniany efektywne i pośrednie i ich zastosowanie w metodzie klasterów w przestrzeni Focka.
W Instytucie Fizyki toruńskiego UMK pracuje w Zakładzie Mechaniki Kwantowej oraz pełni funkcję kierownika Zespołu Teorii Układów Wieloelektronowych. Tytuł profesora nauk fizycznych został mu nadany w 2008.
Swoje prace publikował m.in. w „Journal of Chemical Physics", „Physical Review A", „International Journal of Quantum Chemistry" oraz w „Chemical Physics Letters".